# Gadila (geslacht)
Gadila is een geslacht van tandschelpen uit de  familie van de Gadilidae.

## Soorten
- Gadila aberrans (Whiteaves, 1887)
- Gadila abruptoinflata (Boissevain, 1906)
- Gadila acuminata (Tate, 1887)
- Gadila aequalis (Dall, 1881)
- Gadila agassizii (Dall, 1881)
- Gadila amianta (Dall, 1889)
- Gadila anguidens (Melvill & Standen, 1898)
- Gadila angustior (Verco, 1911)
- Gadila arctus (Henderson, 1920)
- Gadila austinclarki (Emerson, 1951)
- Gadila boissevainae (Jaeckel, 1932)
- Gadila bordaensis (Cotton & Godfrey, 1940)
- Gadila boucheti (Nicklès, 1979)
- Gadila braziliensis (Henderson, 1920)
- Gadila brycei Lamprell & Healy, 1998
- Gadila bushii (Dall, 1889)
- Gadila carlessi Lamprell & Healy, 1998
- Gadila celtica V. Scarabino & F. Scarabino, 2011
- Gadila clavata (Gould, 1859)
- Gadila cobbi Lamprell & Healy, 1998
- Gadila cretea V. Scarabino & F. Scarabino, 2011
- Gadila delphinae Scarabino, 2008
- Gadila desaintlaurentae Scarabino, 1995
- Gadila divae (Vélain, 1877)
- Gadila dominguensis (d'Orbigny, 1853)
- Gadila doumenci Scarabino, 1995
- Gadila elenae Scarabino, 1995
- Gadila elephas (Henderson, 1920)
- Gadila elongata (Henderson, 1920)
- Gadila fraseri Nicklès, 1955
- Gadila gadus (Montagu, 1803)
- Gadila greenlawi (Henderson, 1920)
- Gadila honoluluensis (Watson, 1879)
- Gadila hysteraulax Scarabino, 2008
- Gadila iota (Henderson, 1920)
- Gadila lozoueti Scarabino, 2008
- Gadila ludbrookae (Cotton & Godfrey, 1940)
- Gadila marchadi (Nicklès, 1979)
- Gadila mayori (Henderson, 1920)
- Gadila minutalis Scarabino, 1995
- Gadila monodonta Scarabino, 1995
- Gadila nicklesi (Dell, 1964)
- Gadila opportuna Kuroda & Habe in Habe, 1961
- Gadila pandionis (Verrill & S. Smith [in Verrill], 1880)
- Gadila perpusilla (G. B. Sowerby I, 1832)
- Gadila peruviana (Dall, 1908)
- Gadila platystoma (Pilsbry & Sharp, 1898)
- Gadila pocula (Dall, 1889)
- Gadila providensis (Henderson, 1920)
- Gadila pseudolivae (Boissevain, 1906)
- Gadila rastridens (Watson, 1879)
- Gadila regularis (Henderson, 1920)
- Gadila sagamiensis Kuroda, Habe & Oyama, 1971
- Gadila sauridens (Watson, 1879)
- Gadila senegalensis (Locard, 1898)
- Gadila simpsoni Henderson, 1920
- Gadila singaporensis (Sharp & Pilsbry in Pilsbry & Sharp, 1898)
- Gadila spreta (Tate & May, 1900)
- Gadila strangulata (Locard, 1897)
- Gadila striata (Pilsbry & Sharp, 1898)
- Gadila subcolubridens (Ludbrook, 1954)
- Gadila subula (Henderson, 1920)
- Gadila tolmiei (Dall, 1897)
- Gadila vanuatuensis Scarabino, 2008
- Gadila verrilli (Henderson, 1920)
- Gadila virginalis (Boissevain, 1906)
- Gadila vulpidens (Watson, 1879)
- Gadila watsoni (Dall, 1881)
- Gadila whitneyae Lamprell & Healy, 1998
- Gadila zecaninus (Laws, 1939) †
- Gadila zonata (Boissevain, 1906)